# Dracula incognita
Dracula incognita é uma espécie de orquídea epífita de crescimento cespitoso cujo gênero é proximamente relacionado às Masdevallia, parte da subtribo Pleurothallidinae. Esta espécie é originária do centro oeste da Colômbia, onde habita florestas úmidas e nebulosas das montanhas.
Apresenta pedúnculo ereto com pequenas flores lavanda. Pode ser diferenciada das espécies mais próximas, particularmente da Dracula trichroma por ter labelo carenado.